# Hexagonia tenuis
Hexagonia tenuis är en svampart som först beskrevs av William Jackson Hooker, och fick sitt nu gällande namn av Elias Fries 1838. Hexagonia tenuis ingår i släktet Hexagonia och familjen Polyporaceae.   Inga underarter finns listade i Catalogue of Life.